# Bitwa nad rzeką Fuji
Bitwa nad rzeką Fuji (jap. 富士川の戦い Fujigawa no tatakai) – miała miejsce 10 listopada 1180 w trakcie wojny Gempei (1180–1185); zwana "bitwą, której nie było", ponieważ realnych walk prawie nie było.
Po porażce pod Ishibashiyamą Yoritomo Minamoto ustanowił nową bazę w Kamakurze, chronionej przez góry i z dala od baz Tairów. Tam gromadził siły, podczas gdy Tairowie walczyli z powstaniami na zachodzie i mnichami-wojownikami w Narze i Heian-kyō. Kiyomori Taira zdecydował o wysłaniu wielkiej armii pod wodzą swego brata Koremori, licząc na rozbicie przeciwnika zdecydowanym atakiem, mimo tego, że jego wojska musiały operować w trudnym terenie i z dala od swych baz. Yoritomo Minamoto, zebrawszy znaczne siły, wyruszył naprzeciw Tairom i zagrodził im drogę nad rzeką Fuji, na drodze Tōkaidō (między górą Fuji a zatoką Suruga), równocześnie wysyłając swego sprzymierzeńca Tokimasę Hōjō by atakował linie zaopatrzeniowe Tairów.
Obydwie armie spotkały stanęły na przeciwległych brzegach rzeki. W nocy 10 listopada oddziały Tairów zostały zaskoczone nocnym atakiem i poszły w rozsypkę. Istnieje też wersja, że spłoszone ptaki wodne narobiły hałasu, który został wzięty za nocne natarcie. Możliwe też, że dowódcy Tairów uznali za nazbyt rykowne podjęcie walki z liczną armią Minamoto, zwłaszcza, że nawet w przypadku zwycięstwa Yoritomo mógł się łatwo wycofać za wąska i niedostępną przełęcz Ashigara; postanowili więc odstąpić od bitwy.
Nadchodząca zima zakończyła sezon wojenny, niemniej Yoritomo odniósł poważny sukces, zachował bowiem bezpieczną bazę na wschodzie.